# Osrečje
Osrečje je naselje v Občini Škocjan.